# Tiphobiosis plicosta
Tiphobiosis plicosta là một loài Trichoptera trong họ Hydrobiosidae. Chúng phân bố ở miền Australasia.